# نزلة محمد سمهان
قرية نزلة محمد سمهان هي إحدى القرى التابعة لمركز دير مواس بمحافظة المنيا في جمهورية مصر العربية. حسب إحصاءات سنة 2006، بلغ إجمالي السكان في نزلة محمد سمهان 2990 نسمة، منهم 1504 رجال و1486 امرأة.